# Reinoud IV van Brederode
Reinoud IV van Brederode-Cloetingen (1520- 1584) was heer van Asten. Van zijn kinderen zou Walraven van Brederode de heer van Brederode, Vianen, Ameide en Noordeloos worden, terwijl Maximiliaan de heerlijke rechten van Asten zou erven.
Reinoud IV had een goede verhouding met de Staten van Holland en aangezien deze vanaf 1568 in opstand tegen Filips II van Spanje waren gekomen, werd hij in 1579 weer heer van Brederode door toedoen van de Staten. Deze heerlijkheid was in 1568 verbeurdverklaard door Filips II. Reinoud op zijn beurt was een verbindingsman tussen de Staten en de troepen in de Meierij van 's-Hertogenbosch.
In 1577 had Reinoud een conflict met de bevolking van Asten waarbij de pastoor bemiddelde.

## Gezin
- Gehuwd (1) met: Margaretha van Doorne
- Kinderen:
  - Hendrik van Brederode
  - Walraven van Brederode
  - Wolfert van Brederode
  - Maximiliaan van Brederode
  - Floris van Brederode
  - Anna van Brederode (1551-) tr. Jan van Horne (1531-1606)
  - Adriana van Brederode (1559-1620), trouwde in 1588 met Hendrik van Merode
  - Margaretha van Brederode
  - Suzanna van Brederode

- Gehuwd (2) met: Helena van Manderscheid en Blankenheim (Blankenheim, 14 oktober 1540-). Zij was een dochter van Gerhard, graaf van Manderscheid-Gerolstein-Bettingen (1491-1548) en Franziska, gravin van Montfort-Pfannberg  (-16 oktober 1544).
  - Adriana Francisca van Brederode. Zij trouwde in 1587 met Johann Philipp Freiherr von Hohensax (1550-12 mei 1596), gouverneur van Gelderland, in dienst van Jan VI de Oude. Hij was een zoon van Ulrich Philipp Freiherr von Hohensax en diens tweede vrouw.[1]
  - Dirk van Brederode (1566-)

Reinoud werd begraven in de Grote Kerk van Haarlem.